# Anything Goes (canção de Cole Porter)
"Anything Goes" é uma canção de jazz escrita e interpretada por Cole Porter para seu musical de 1934 de mesmo nome. Muitos trechos incluem referências humorísticas a escândalos relacionados a alta sociedade durante a grande depressão.
Uma regravação de Paul Whiteman e sua orquestra (com vocais de Ramona Davies) foi bastante popular em 1934.
Anything Goes acabou se tornando um clássico do jazz gerando covers e se tornando uma das "canções definitivas" de seu período.